# Titularbistum Tymbrias
Tymbrias (ital.: Timbriade) ist ein Titularbistum der römisch-katholischen Kirche. Es geht zurück auf ein ehemaliges Bistum der antiken Stadt Timbriada in der kleinasiatischen Landschaft Pisidien, das der Kirchenprovinz Antiochia ad Pisidiam angehörte.
| Titularbischöfe von Tymbrias |                                  |                                                       |                   |                   |
| Nr.                          | Name                             | Amt                                                   | von               | bis               |
| 1                            | François Camille Van Ronslé CICM | Apostolischer Vikar von Léopoldville (Belgisch-Kongo) | 5. Juni 1896      | 14. November 1938 |
| 2                            | Walter James Fitzgerald          | Koadjutor des Apostolischen Vikars von Alaska (USA)   | 14. Dezember 1938 | 20. Mai 1945      |
| 3                            | Dionigi Vismara                  | emeritierter Bischof von Hyderabad (Indien)           | 19. Februar 1948  | 13. Oktober 1953  |
| 4                            | Henry Edmund Donnelly            | Weihbischof in Detroit (USA)                          | 6. September 1954 | 4. November 1967  |